# Monacos bidrag i Eurovision Song Contest

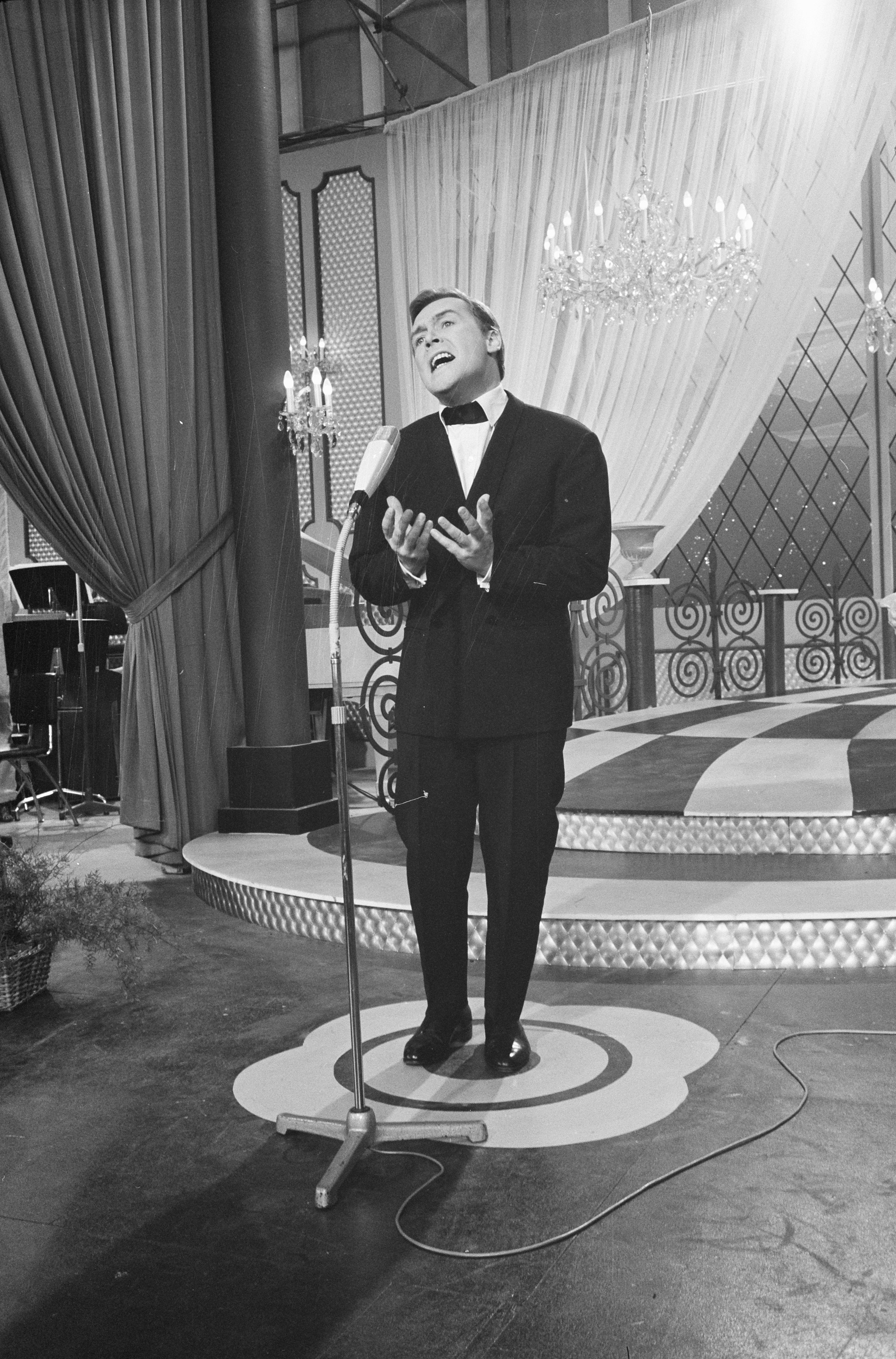
François Deguelt i Luxemburg 1962

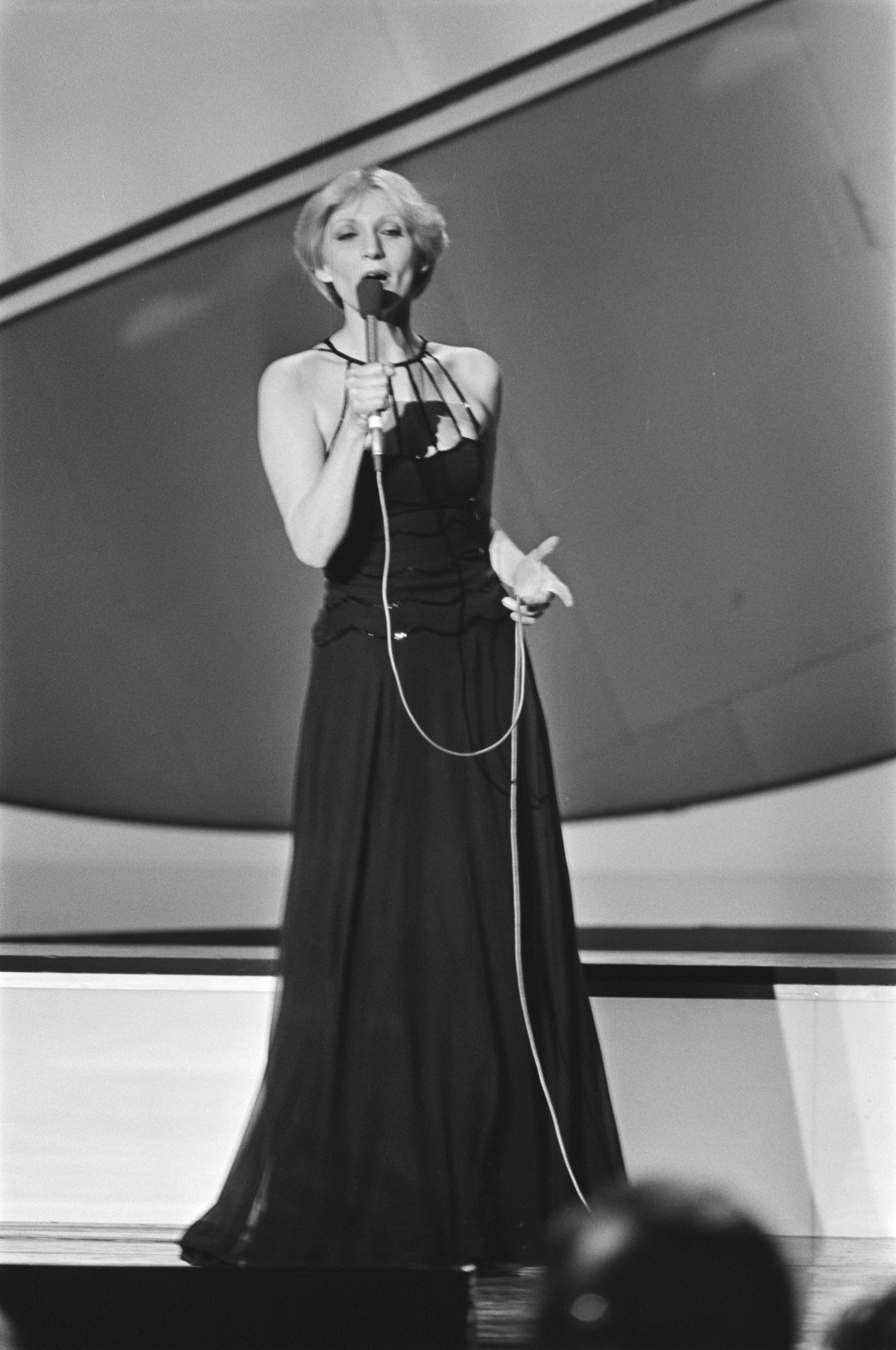
Mary Christy i Haag 1976

Monaco debuterade i Eurovision Song Contest 1959 och har till och med 2006 deltagit 24 gånger.
Monaco har hittills vunnit tävlingen en gång; 1971. Monaco arrangerade inte tävlingen året efter på grund av att man inte hade resurser för att arrangera tävlingen. Tävlingen anordnades istället i Edinburgh, Storbritannien. Monaco är därmed det enda landet som vunnit tävlingen, men aldrig arrangerat den. Förutom segern har Monaco stått på pallplats vid ytterligare fyra tillfällen; en andra plats (1962) och tre tredjeplatser (1960, 1964 och 1976).
Som representanter har de i stort sett varje år lånat in artister från Frankrike. 2004 var första gången landet arrangerade en telefonomröstning, men antalet röster blev för lågt (färre än hundra personer röstade) och sedan dess har landet istället använt sig av en jury. Åren 1959–1970 hade Monaco inga egna kommentatorer, utan använde sig av Frankrikes. Åren 1971–1979, 2004–2006 hade däremot Monaco egna kommentatorer.
Det monegaskiska tv-bolaget Télé Monte Carlo (TMC) har ansvarat för Monacos medverkan varje år sedan 1959. Bolaget har sedan Monacos senaste deltagande gått samman med franska TF1, som inte är med i EBU, de är därmed inte berättigade att delta i tävlingen. Ett framtida deltagande skulle däremot kunna anordnas av det nationella bolaget MMD, som är medlemmar i EBU.

## Monaco i Eurovision Song Contest

### Historia
Monaco debuterade i tävlingen 1959 som då arrangerades i Cannes, Frankrike. På debutåret slutade man sist av alla med bidraget Mon ami Pierrot framförd av Jacques Pills. Året därpå gick det mycket bättre, man slutade på tredje plats. François Deguelt representerade landet det året med låten Ce soir-là. Två år senare återvände han till tävlingen med låten Dis rien och slutade denna gången på andra plats i Monacos första och enda andraplats i tävlingen. 1964 slutade landet på tredje plats i finalen, vilket följdes av blandade resultat fram till början på 1970-talet. 1971 fick Monaco sin hittills enda seger, då Séverine representerade landet med Un Banc, un Arbre, une Rue i Dublin. Året efter hade det nationella TV-bolaget inte resurser för att arrangera tävlingen och tävlingen fick istället arrangeras i Edinburgh, Storbritannien. Monaco är därmed det enda landet som vunnit tävlingen, men aldrig arrangerat den. Monaco är även den enda av mikrostaterna som har vunnit tävlingen. Monacos deltagande fortsatte därefter fram till och med 1979 där man som bäst slutade trea i Haag 1976. Efter den dåliga placeringen 1979, sextonde plats, så drog sig Monaco ur tävlingen på obestämd framtid. Mellan åren 1980–2003 deltog Monaco inte i tävlingen och efter deras återkomst 2004 gick det ännu sämre än innan. Monaco lyckades inte ta sig till final en enda gång de åren man deltog i tävlingen och hamnade bland bottenplaceringarna i semifinalerna samtliga åren. Efter tre raka besvikelser resultatmässigt valde Monaco att dra sig ur tävlan och skickade inget bidrag till Helsingfors 2007. Monaco har sedan dess inte deltagit i tävlingen.
Av Monacos regeringsbudget för år 2022 framgick det att man satsar 100 000 euro på att man ska återkomma till Eurovision 2023. I september 2022 meddelades det att något deltagande 2023 inte skulle bli av.

### Nationell uttagningsform
Varje år som Monaco deltog i tävlingen använde man sig enbart av internval av både representanten och låten. Efter återkomsten till tävlingen 2004 engagerade sig Furst Albert II i arbetet att ta fram representanter. Detta gjordes fram till 2006 då Monaco senast deltog i tävlingen.

## Resultattabell
| 1 | Vinnare                            |
| 2 | Andra plats                        |
| 3 | Tredje plats                       |
| ◁ | Sista plats                        |
| X | Ett bidrag valdes men tävlade inte |

| År                               | Artist                            | Bidrag                               | Språk              | Final              | Poäng              | Semi             | Poäng            |
| -------------------------------- | --------------------------------- | ------------------------------------ | ------------------ | ------------------ | ------------------ | ---------------- | ---------------- |
| 1959                             | Jacques Pills                     | Mon ami Pierrot                      | Franska            | 11                 | 1                  | Inga semifinaler | Inga semifinaler |
| 1960                             | François Deguelt                  | Ce soir-là                           | Franska            | 3                  | 15                 | Inga semifinaler | Inga semifinaler |
| 1961                             | Colette Deréal                    | Allons, allons les enfants           | Franska            | 10                 | 6                  | Inga semifinaler | Inga semifinaler |
| 1962                             | François Deguelt                  | Dis rien                             | Franska            | 2                  | 13                 | Inga semifinaler | Inga semifinaler |
| 1963                             | Françoise Hardy                   | L'amour s'en va                      | Franska            | 5                  | 25                 | Inga semifinaler | Inga semifinaler |
| 1964                             | Romuald                           | Où sont-elles passées?               | Franska            | 3                  | 15                 | Inga semifinaler | Inga semifinaler |
| 1965                             | Marjorie Noël                     | Va dire à l'amour                    | Franska            | 9                  | 7                  | Inga semifinaler | Inga semifinaler |
| 1966                             | Tereza                            | Bien plus fort                       | Franska            | 17                 | 0                  | Inga semifinaler | Inga semifinaler |
| 1967                             | Minouche Barelli                  | Boum-Badaboum                        | Franska            | 5                  | 10                 | Inga semifinaler | Inga semifinaler |
| 1968                             | Line & Willy                      | A chacun sa chanson                  | Franska            | 7                  | 8                  | Inga semifinaler | Inga semifinaler |
| 1969                             | Jean Jacques                      | Maman, Maman                         | Franska            | 6                  | 11                 | Inga semifinaler | Inga semifinaler |
| 1970                             | Dominique Dussault                | Marlène                              | Franska            | 8                  | 5                  | Inga semifinaler | Inga semifinaler |
| 1971                             | Séverine                          | Un banc, un Arbre, une Rue           | Franska            | 1                  | 128                | Inga semifinaler | Inga semifinaler |
| 1972                             | Anne-Marie Godart & Peter MacLane | Comme on s'aime                      | Franska            | 16                 | 65                 | Inga semifinaler | Inga semifinaler |
| 1973                             | Marie                             | Un Train qui part                    | Franska            | 8                  | 85                 | Inga semifinaler | Inga semifinaler |
| 1974                             | Romuald                           | Celui qui reste et celui qui s'en va | Franska            | 4                  | 14                 | Inga semifinaler | Inga semifinaler |
| 1975                             | Sophie                            | Une Chanson c'est une Lettre         | Franska            | 13                 | 22                 | Inga semifinaler | Inga semifinaler |
| 1976                             | Mary Christy                      | Toi, la Musique et Moi               | Franska            | 3                  | 93                 | Inga semifinaler | Inga semifinaler |
| 1977                             | Michèle Torr                      | Une petite Française                 | Franska            | 4                  | 96                 | Inga semifinaler | Inga semifinaler |
| 1978                             | Caline & Olivier Toussaint        | Les jardins de Monaco                | Franska            | 4                  | 107                | Inga semifinaler | Inga semifinaler |
| 1979                             | Laurent Vaguener                  | Notre Vie c'est la Musique           | Franska            | 16                 | 12                 | Inga semifinaler | Inga semifinaler |
| Deltog inte mellan 1980 och 2003 |                                   |                                      |                    |                    |                    |                  |                  |
| 2004                             | Märyon                            | Notre Planète                        | Franska            | Kvalificerade inte | Kvalificerade inte | 20               | 10               |
| 2005                             | Lise Darly                        | Tout de Moi                          | Franska            | Kvalificerade inte | Kvalificerade inte | 24               | 22               |
| 2006                             | Séverine Ferrer                   | La Coco-Dance                        | Franska, tahitiska | Kvalificerade inte | Kvalificerade inte | 21               | 14               |
| Deltar inte sedan 2007           |                                   |                                      |                    |                    |                    |                  |                  |